# Chór Con Forza
Chór Mieszany „Con Forza” Zespołu Szkół Muzycznych im. Krzysztofa Komedy-Trzcińskiego w Ostrowie Wielkopolskim powstał w 1987 roku.
Od września 1994 roku pracuje pod kierunkiem Janusza Lipińskiego, absolwenta Akademii Muzycznej we Wrocławiu w klasie dyrygowania prof. Lucjana Laprusa. Chór występuje w ramach koncertów szkolnych, szeregu wydarzeń artystycznych na terenie Ostrowa Wielkopolskiego, a także na festiwalach i konkursach o zasięgu makroregionalnym, ogólnopolskim i międzynarodowym (Niemcy, Włochy, Słowacja,Węgry).
W repertuarze chóru znajdują się utwory a cappella i wokalno-instrumentalne różnych epok i stylów muzycznych. Bardzo ważnymi wydarzeniami w działalności zespołu były wykonania wielkich dzieł wokalno-instrumentalnych: Requiem W.A. Mozarta, fragmenty Requiem G. Fauree, Kantaty do Bogurodzicy Z. Małkowicza, West Side Story L. Bernsteina.
Od wielu lat chór zalicza się do grona najlepszych chórów szkół muzycznych w Polsce, czego dowodem są najwyższe lokaty w ogólnopolskich festiwalach chórów szkół muzycznych. Zespół współpracuje m.in. z Chórem Nauczycielskim im. St. Wiechowicza, Chórem Męskim „ECHO”, Orkiestrą Symfoniczną Filharmonii Kaliskiej, Orkiestrą Symfoniczną AM w Poznaniu, Big-Bandem Powiatu Ostrowskiego, Orkiestrą Kameralną „Orfeusz” Zespołu Szkół Muzycznych w Ostrowie Wielkopolskim. W swej dotychczasowej historii zespół koncertował we Włoszech (Grado), na Słowacji (Bratysława), dwukrotnie w Niemczech (Nordhausen) oraz na Węgrzech (Budapeszt).
Do najważniejszych osiągnięć chóru należy zaliczyć:
- I miejsce – Makroregionalny Festiwal Chórów Szkół Muzycznych Ostrów Wielkopolski '1996
- Grand Prix – Festiwal Chórów Szkół Muzycznych Inowrocław '1997
- Srebrny Dyplom – Międzynarodowy Festiwal Chóralny "Isola del sole" Grado '1999 (Włochy)
- Srebrne Koło – X Wielkopolskie Konfrontacje Chóralne Koło '1999
- I miejsce – I Ogólnopolski Festiwal Chórów Szkół Muzycznych Ostrów Wielkopolski '2000
- I miejsce – Konkurs Interpretacji Chóralnej Pieśni Religijnej Wrocław '2001
- I miejsce – IV Ogólnopolski Festiwal Chórów Szkół Muzycznych „Bel Canto” Ostrów Wielkopolski '2006
- Złoty Dyplom – VI Ogólnopolski Festiwal Chórów Szkół Muzycznych „Bel Canto” Ostrów Wielkopolski '2010
- Srebrny Dyplom – VII Ogólnopolski Festiwal Chórów Szkół Muzycznych „Bel Canto” Ostrów Wielkopolski '2012
- Srebrny Dyplom – VIII Ogólnopolski Festiwal Chórów Szkół Muzycznych „Bel Canto” Ostrów Wielkopolski '2014
- Srebrny Dyplom (kat. muzyki sakralnej) – X Międzynarodowy Festiwal Muzyki Chóralnej „Musica Sacra Bratislava” Bratysława '2015 (Słowacja)
- Srebrny Dyplom (kat. repertuar dowolny) – X Międzynarodowy Festiwal Muzyki Chóralnej „Musica Sacra Bratislava” Bratysława '2015 (Słowacja)
- Złoty Dyplom – IX Ogólnopolski Festiwal Chórów Szkół Muzycznych „Bel Canto” Ostrów Wielkopolski '2016
- Srebrny Dyplom – (kat. muzyki sakralnej) Międzynarodowy Konkurs Chóralny "Laurea Mundi Budapest' Budapeszt '2016 (Węgry)
- Złoty Dyplom (kat. repertuar dowolny) Międzynarodowy Konkurs Chóralny "Laurea Mundi Budapest' Budapeszt '2016 (Węgry)
- Laur Kultury '2016 Starosty Ostrowskiego – „Za połączenie młodzieńczego entuzjazmu, umiejętności i pasji, które są receptą na sukces”
- Złoty Dyplom – X Ogólnopolski Festiwal Chórów Szkół Muzycznych „Bel Canto” Ostrów Wielkopolski '2018